# Lipscomb, Alabama
Lipscomb là một thành phố thuộc quận Jefferson, tiểu bang Alabama, Hoa Kỳ. Dân số năm 2009 là 2034 người, mật độ đạt 669 người/km².